# Technics
Technics è un marchio della compagnia Panasonic.
Fondato nel 1965, contraddistingue la gamma di prodotti di alta fedeltà audio del produttore giapponese, in particolare giradischi, dei quali commercializzò le prime versioni prive di argano e cinghia di trasmissione, per poi estendersi alla gamma di registratori a nastro per audiocassette.

## Storia
Il nome fu introdotto come marchio per gli altoparlanti commercializzati in Giappone dalla Matsushita nel 1965; il modello EAB-1204, poi rinominati SB-1204 "Technics 1" (not for sale), ove il marchio "Technics" fu coniato da Naraji Sakamoto (audio product designer di Panasonic) e Kawamoto Musen (venditore di Nipponbashi, Osaka).
Nel 1969 ottenne un grande successo mondiale introducendo sul mercato i primi giradischi a trazione diretta della serie SP come l'SP-10, destinati a utenti professionali e, nel 1971, portando la nuova tecnologia alla portata dei normali ascoltatori, con la serie "SL", come l'SL-1100. 

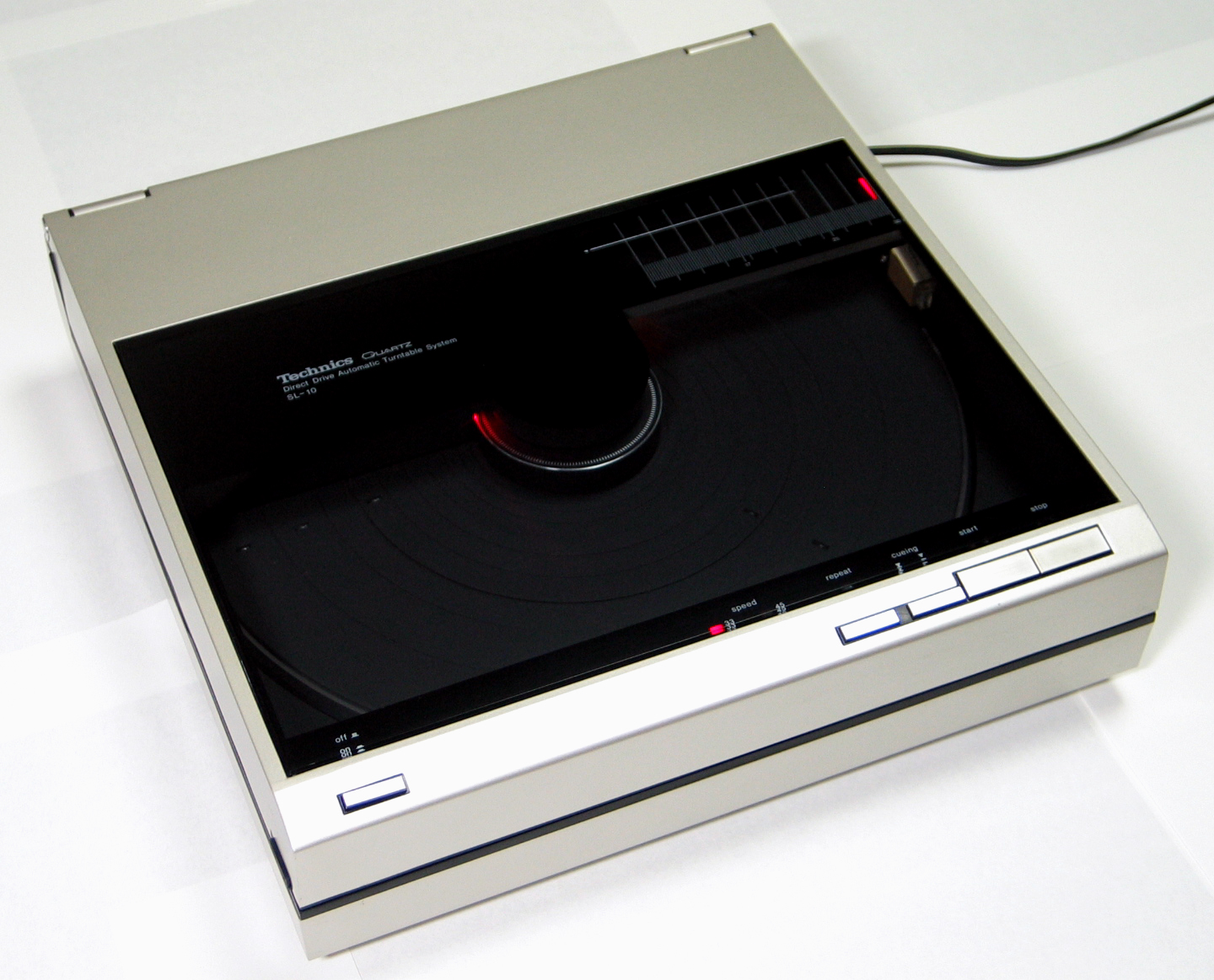
Technics SL-10 (1979)

Il marchio Technics si è anche distinto alla fine degli anni '70 nel campo delle amplificazioni di qualità e per la registrazione a nastro.
L'SL-1100 fu usato dal dj giamaicano DJ Kool Herc come parte del sound reinforcement system nelle sue esibizioni a New York. 
Nel 1972 Technics introdusse l'autoreverse nelle piastre delle audiocassette (Technics RS-277US).
Nel 1973 Technics fu la prima ad usare tre testine nelle piastre a cassette (Technics RS-279US).
Nel 1976, Technics introduce il giradischi a doppia cinghia, SL-20 e SL-23. L'SL-23 era semiautomatico, con luce stroboscopica per l'aggiustamento del numero dei giri e braccio a "S"; costarono sul mercato 100.00$ e 140.00$, rispettivamente.
Nel 1977 viene immessa sul mercato una serie di registratori a bobina (RS1500 e derivati) basati su una innovativa meccanica di precisione "closed loop" e dotati di elettronica di controllo particolarmente sofisticata; per le notevoli prestazioni tali apparecchi sono tuttora molto ricercati dai collezionisti e dagli appassionati di hi-fi di tutto il mondo.

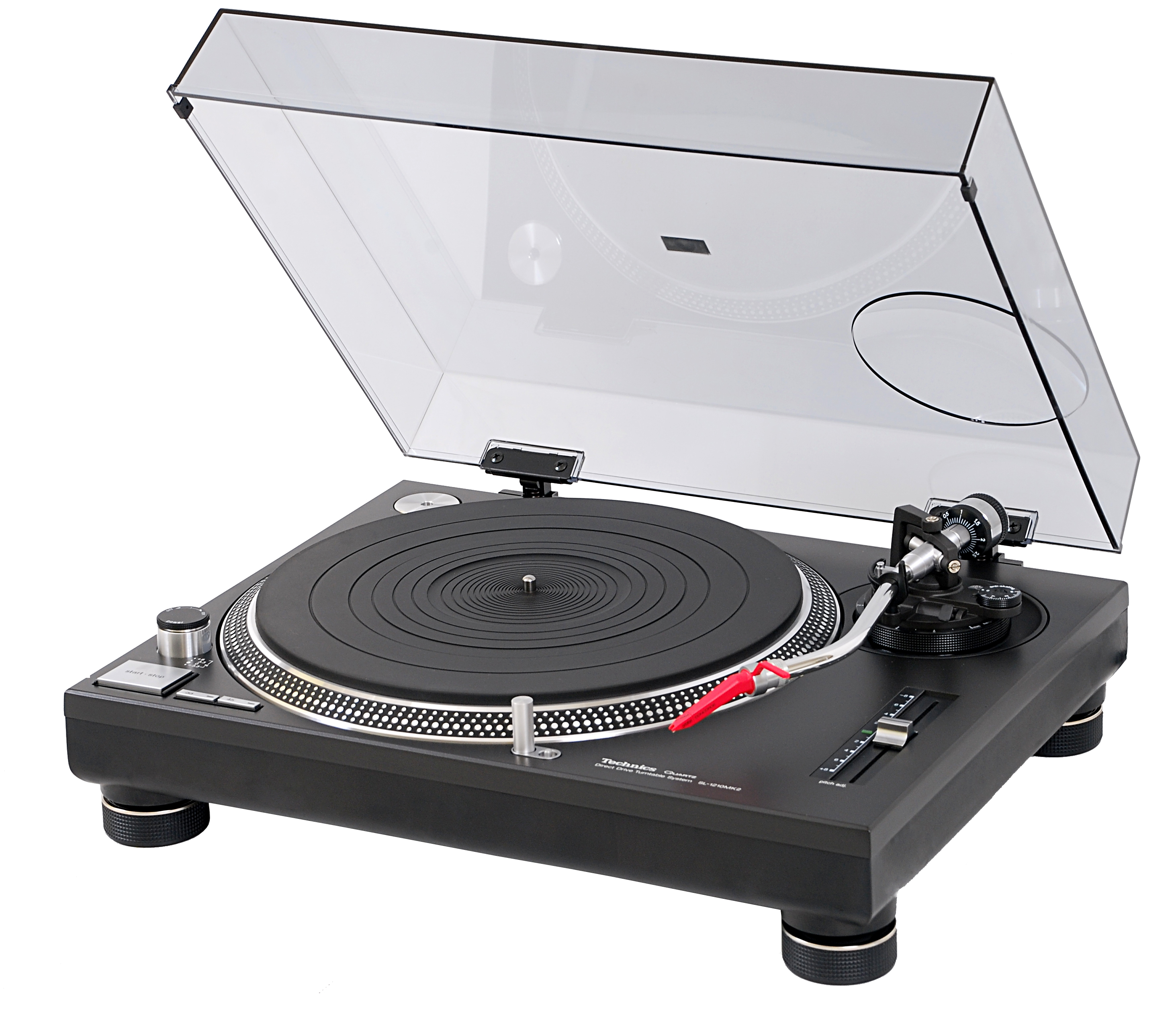
Giradischi SL-1210 MK2 con Ortofon "Concorde" ("Scratch")

Nel corso del 2003, in seguito ad una riorganizzazione interna della struttura commerciale del gruppo, si era deciso di riunire tutte le attività destinate al settore "consumer" sotto il più noto marchio commerciale Panasonic; in seguito, si è deciso di mantenere il marchio Technics per alcuni settori specifici (in particolare quelli legati alla produzione di impianti stereofonici di fascia alta e prodotti da discoteca).
L'azienda Technics è stata anche produttrice di tastiere elettroniche e di pianoforti digitali molto apprezzati dalla clientela, anche se si è trattato di strumenti per uso "casalingo".
Nel 2010 è stata annunciata la fine della produzione dei giradischi SL-1200 che per più di 30 anni è stato un punto di riferimento per i dj di tutto il mondo.
Il SL-1200 MK2 fu un prodotto robusto e con pitch control (o vari-speed).
Il Technics SL-1200 continuò a essere prodotto fino al 2003 con la serie M3D, poi venne introdotta serie MK5.
Nel 2014 Panasonic ha annunciato il ritorno sul mercato europeo del marchio Technics ed il 15 aprile 2015 è tornata ufficialmente sul mercato anche in Italia con due gamme di prodotti ad alte prestazioni: la Serie Reference Class R1 e la Premium Class Serie C700.
Inaspettatamente, nel 2016 viene ufficializzato il lancio di altri due giradischi della serie SL: il SL-1200GAE, in edizione limitata e il SL-1200G. I giradischi SL-1200GAE prodotti sono solo 1200, dei quali 900 destinati al mercato mondiale e 300 esclusivamente a quello giapponese, questi ultimi sono stati venduti in appena mezz'ora.

## Prodotti

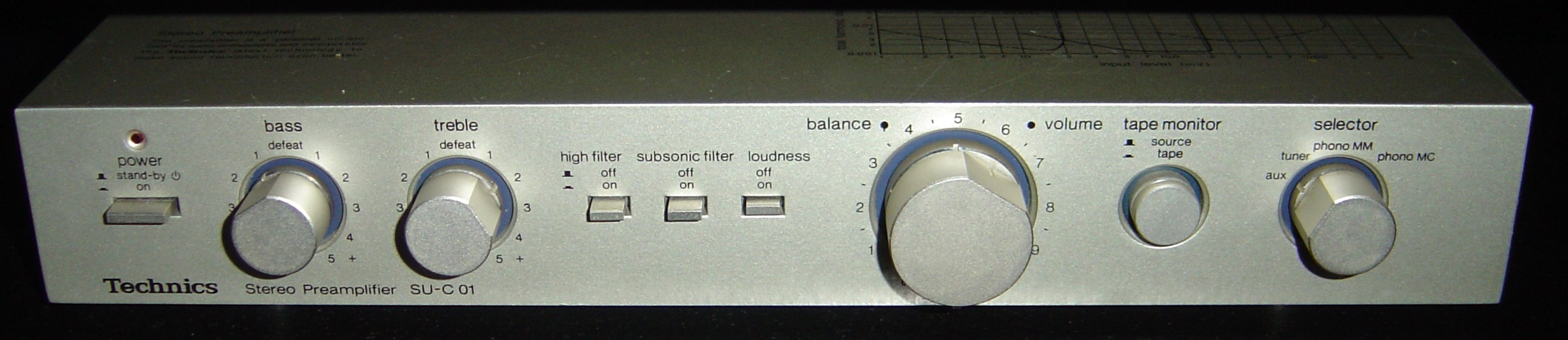
SU-C01 Stereo Preamplifier, 1979
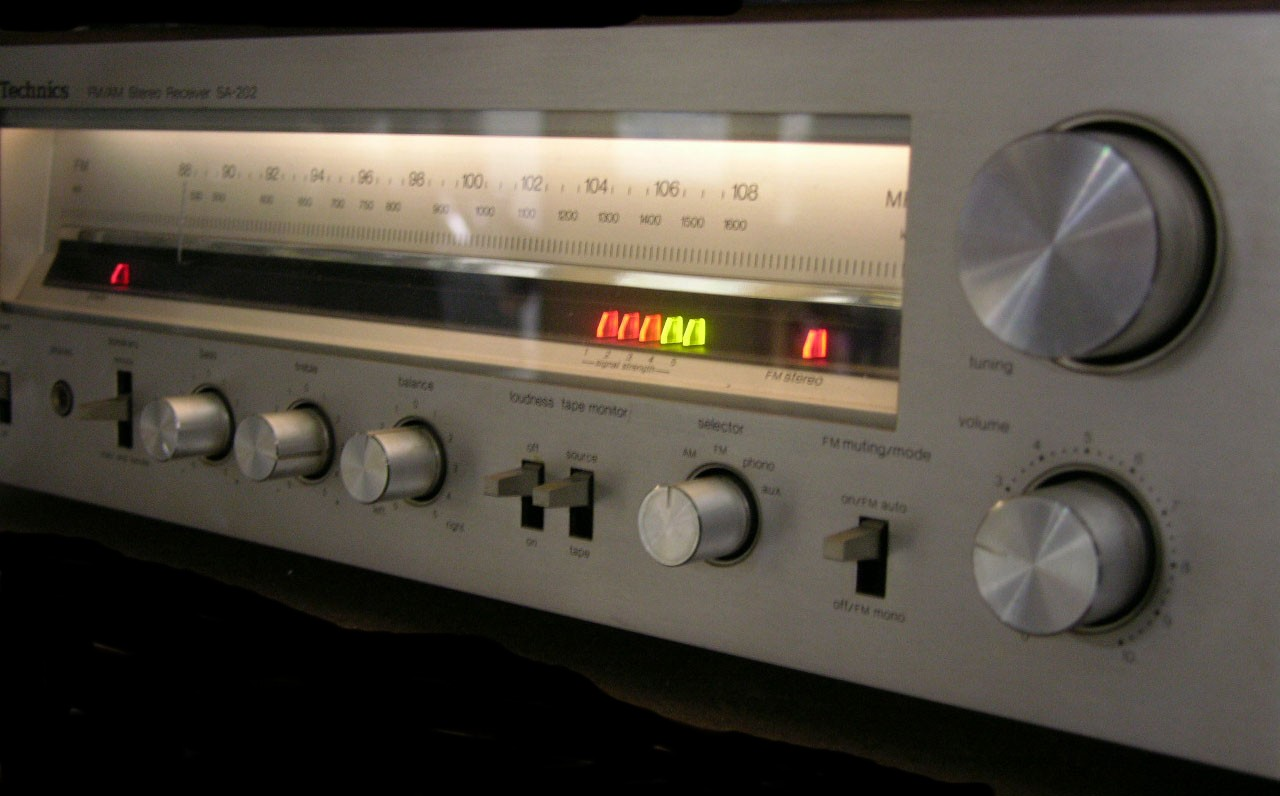
Ricevitore SA-202, 1980
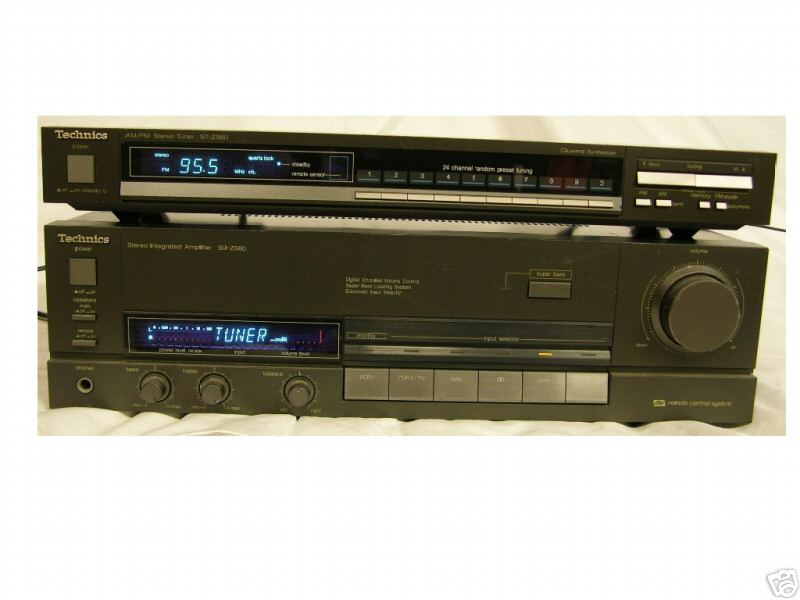
SU-Z980 120W Stereo Amplifier e ST-Z980 AM/FM Tuner (anni'80)
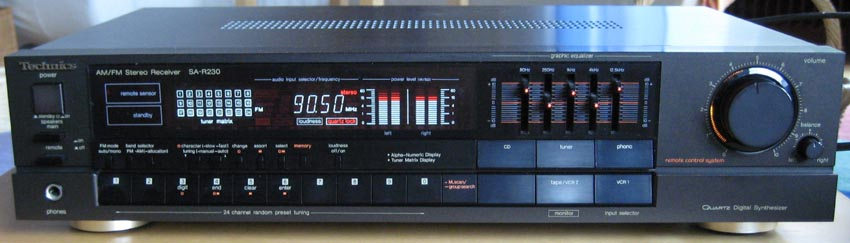
Receiver SA-R230, 1988
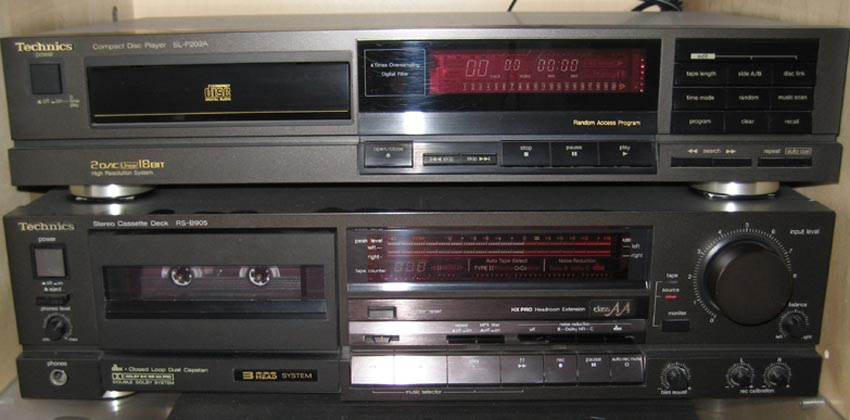
Cassette deck e lettore CD, 1988
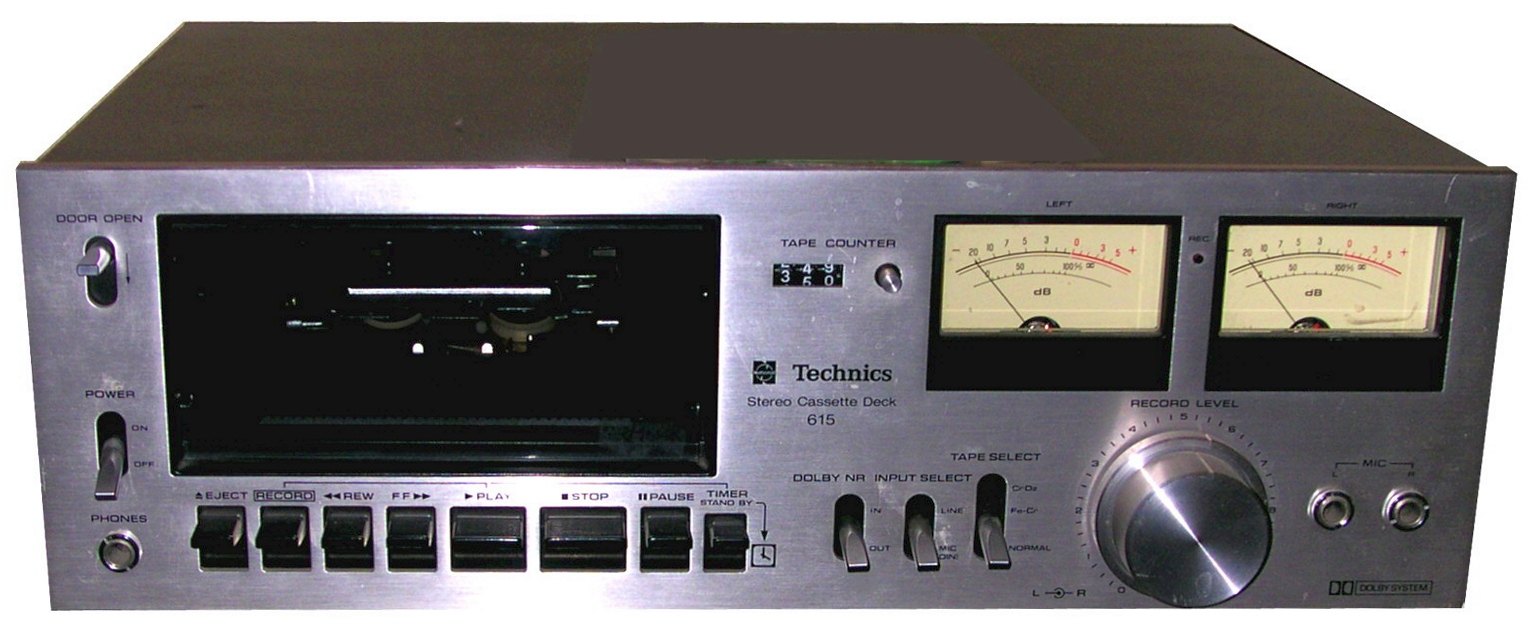
Cassette deck, anni'70
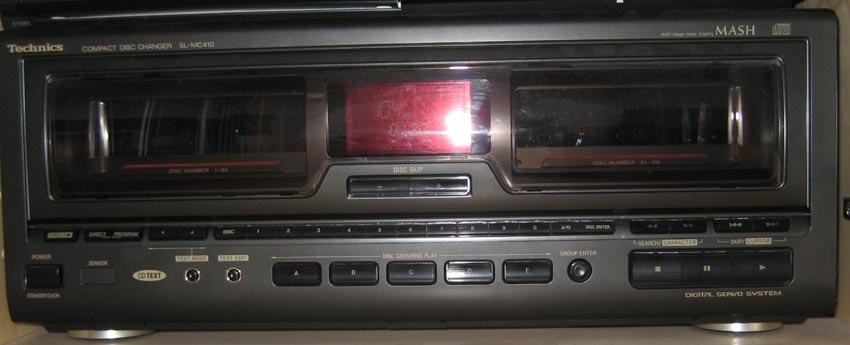
Lettore CD multiplo per 110 CD, 1995

'60
- SX-601 organo elettronico (1963) — Technics SX, frutto della collaborazione National Electronic Organ Company (Panasonic group) e Ace Tone (poi Roland Corporation).
Il marchio fu "Technitone".
- EAB-1204 altoparlanti (1965) — premium, poi rinominati SB-1204 "Technics 1".[6]

'60 - '70
- SP-10 Direct Drive Turntables (1969) — direct-drive, professional market
- SL-1100 Direct Drive Turntables (1971) — consumer market
- RS-277US Autoreverse Cassette Deck (1972)
- RS-279US Three-heads recording Cassette Deck (1973)

'70
- SA-8500X quadraphonic receiver CD4 demodulation
- RS-858US quadraphonic 8-tracce player/recorder
- SH-3433 4 canali quadraphonic audioscope
- RS-1500/1700 series of open-reel tape decks;
- SA-100/400/600/800/1000 receivers
- SL-1600,SL-1700,SL-1800,SL-2000 Direct Drive
- SL-1300MK2, SL-1400MK2, SL-1500MK2, SL-150MK2(No Tonearm) Quartz Synthesizer Direct Drive Turntables Professional Series
- new class A Amplifier series launched featuring inter alia SE-A3 / SE-A5 High Output Power Amplifiers
- SU-C01, SU-C03, SU-C04 amplifiers (a "concise" line of home audio consisting of amplifier, tuner and cassette deck)[7]
- SB-F1, SB-F01, SB-F2 and SB-F3 monitor speakers (2-way, sealed casing, aluminium box speakers)[8]
- 9000 Pro Series; A series of stackable units of which the SE-9060, SU-9070, SH-9010, SH-9020, ST 9030 where the more compact. SE-9600, SU-9700, etc.
- SY-1010 Analog Synthesizer (1977)[9]
- SU-8080 Stereo HiFi Amplifier
- ST-8080 AM/FM Stereo Tuner

'80
- SU-V3,V4 V5, V6, V7, V8, V9 Stereo Integrated Amplifiers
- SE-A3MK2 SE-A5 SE-A5MK2 SE-A7 Power Amplifiers and SU-A4MK2 SU-A6 SU-A6MK2 and SU-A8 preamplifiers
- SV-P100 digital audio recorder (con nastri VHS)
- cassette decks with dbx noise reduction
- SB-2155 3-Way Stereo Speakers [1982]
- SL-D212 Direct Drive Turntable [1982]
- SU-Z65 Stereo Integrated Amplifier [1982]
- SH-8015 Stereo Frequency Equalizer [1982]
- ST-Z45 Synthesizer FM/AM Stereo Tuner [1981]
- RS-M216 Cassette Deck [1982]
- direct-drive linear tracking turntables SL-10, SL-15, SL-7, SL-6, SL-5, and SL-V5 (vertical)
- Technitone E series (1983) — PCM sampling
- SX-PV10 PCM Digital Piano (1984) — PCM sampling piano
- SY-DP50 PCM Digital Drum Percussion (1985)[10]

'90
- hi-quality power amps, Mainstream receivers, Dolby Pro Logic
- SX-KN electronic keyboards, KN3000, KN5000, KN6000 and KN7000
- SX-WSA1 Digital Synthesizer (1995) — Acoustic Modeling (PCM sample + Physical modelling synthesis)[11]

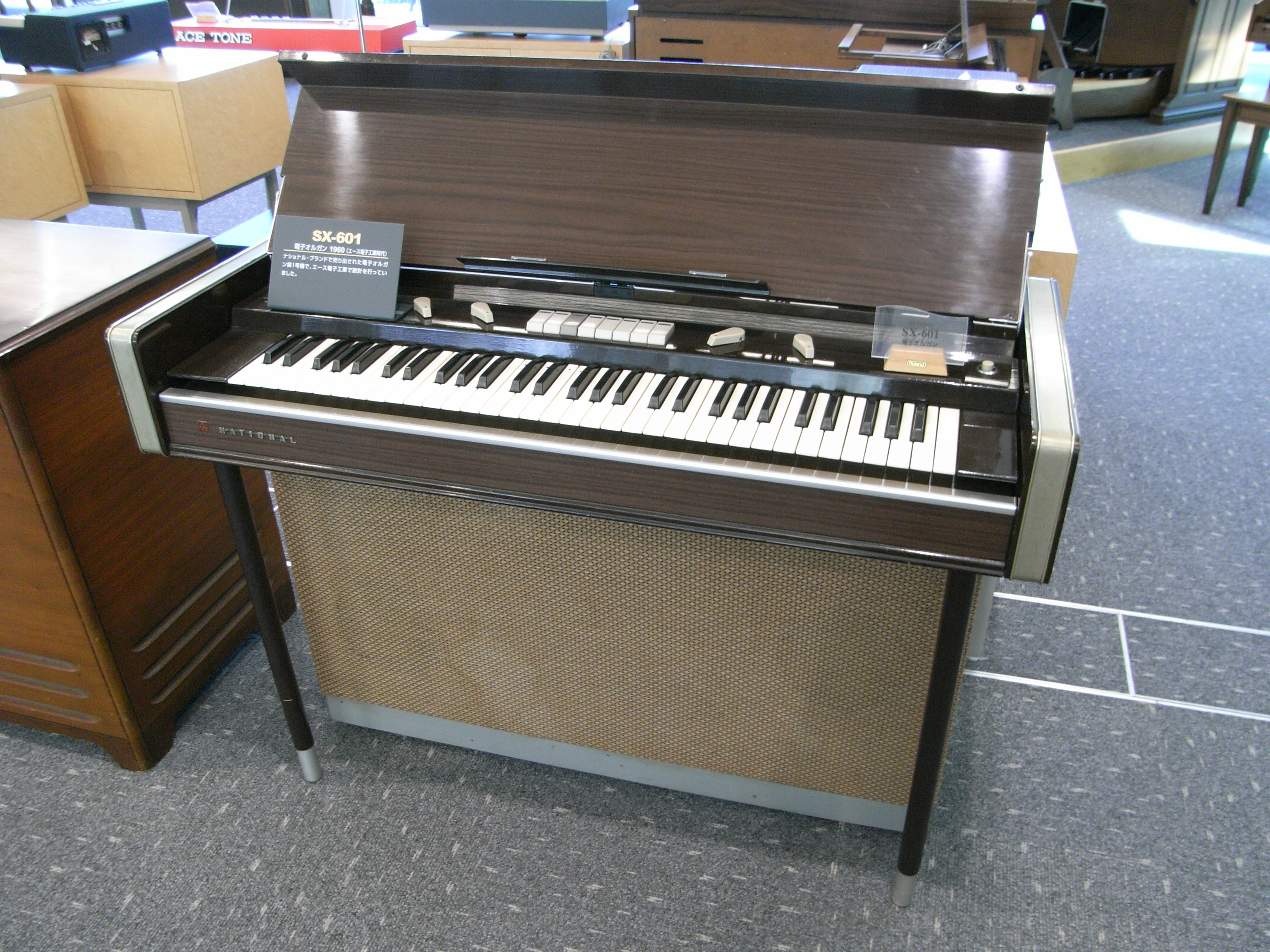
National SX-601 Electronic Organ (1963)
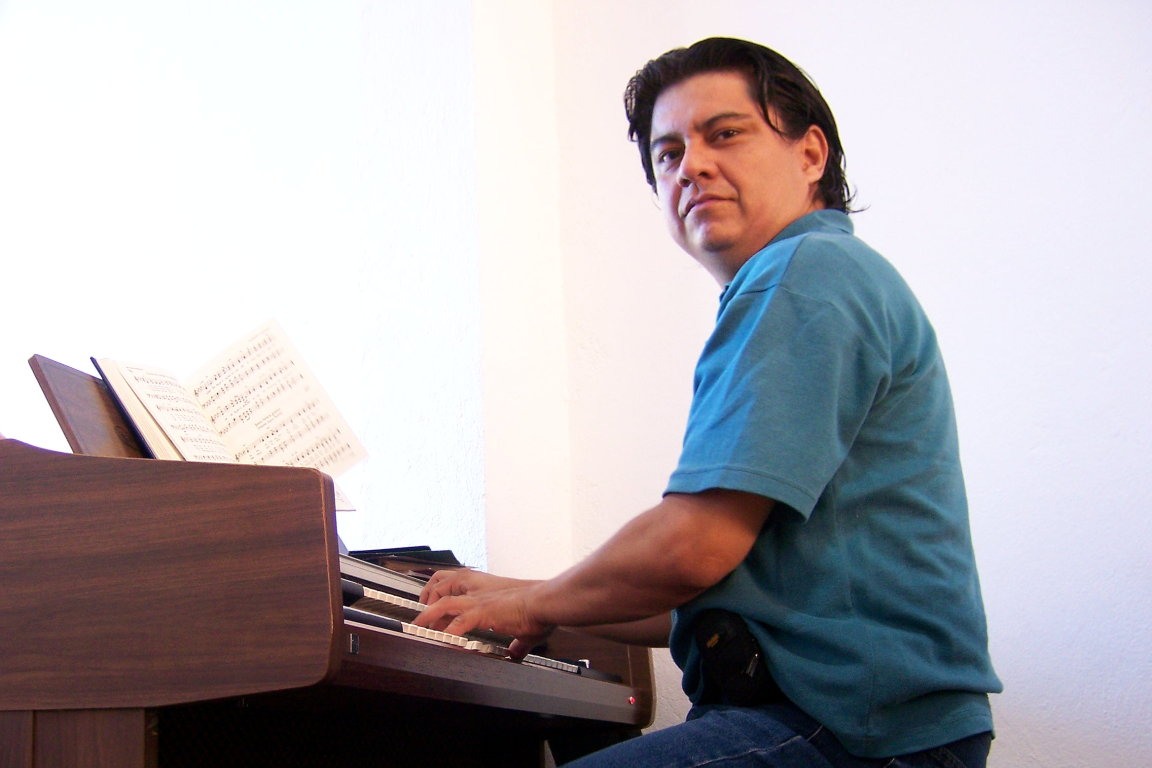
National Electronic Organ (c.1960s)
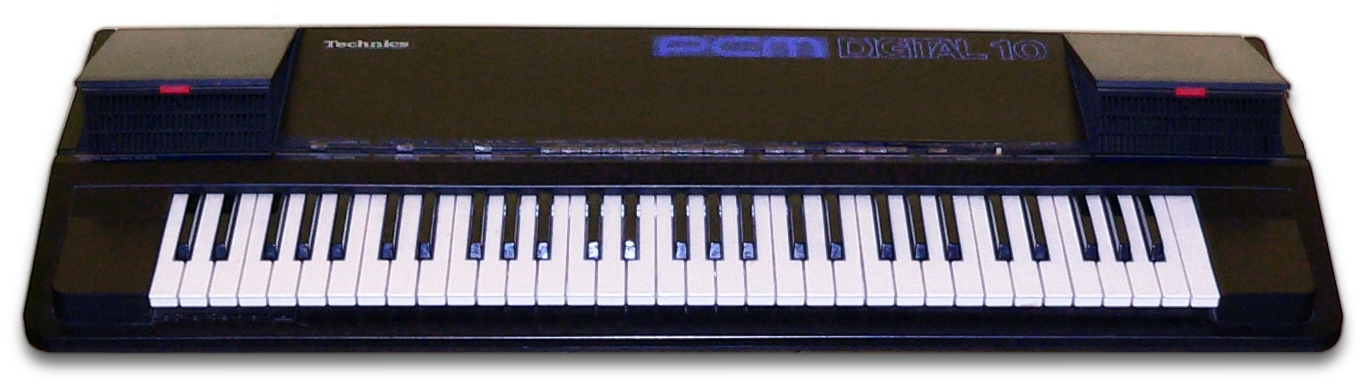
SX-PV10 PCM Digital Piano (1984)
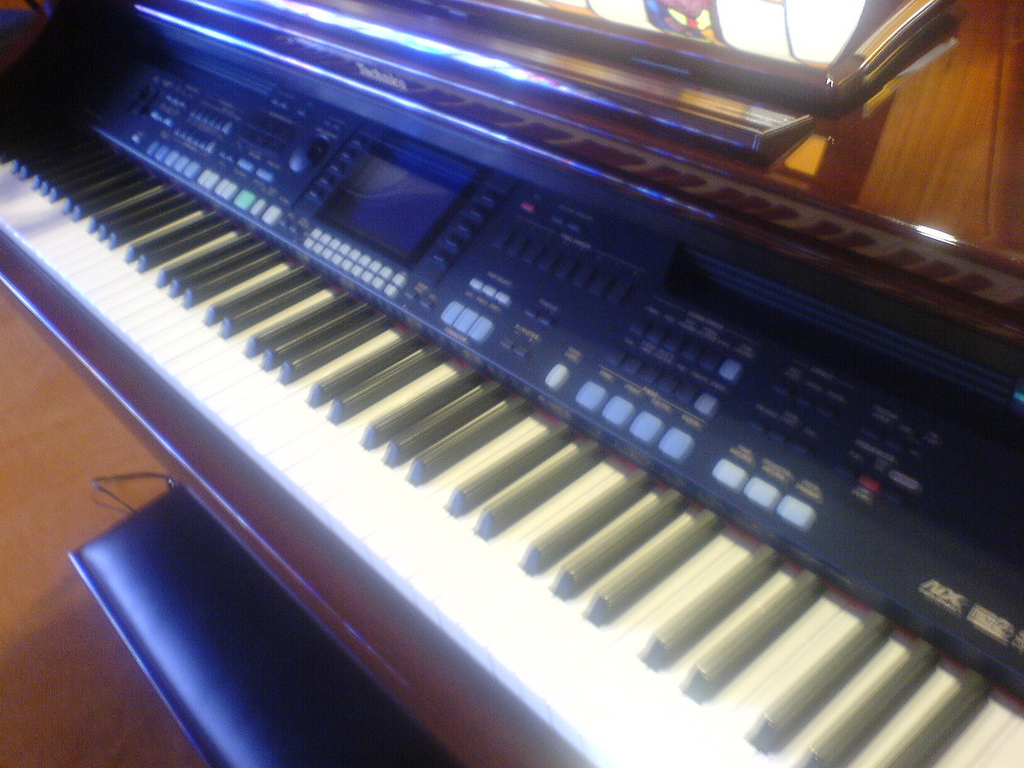
SX-PR902 Digital Ensemble Piano